# La Forêt (televisieserie)
La Forêt is een Frans-Belgische zesdelige misdaadserie, geregisseerd door Julius Berg, die vanaf 30 mei 2017 uitgezonden werd op La Une en van 21 oktober tot 4 november 2017 op Canvas.

## Verhaal
Montfaucon is een rustig dorpje in de Franse Ardennen. Op een dag verdwijnt de zestienjarige Jennifer in de bossen rond het dorp. Eve Mendel, de leerkracht Frans alarmeert de politie omdat ze door Jennifer opgebeld werd die om hulp vroeg. De nieuwe politiekapitein Gaspard Decker en de lokale agente Virginie Musso beginnen een zoektocht. Jennifers vriendinnen Océane en Maya zijn ervan overtuigd dat hun vriendin weer zal opduiken, maar dan wordt het lijk van Jennifer gevonden op het moment dat ook de twee vriendinnen weglopen van huis.

## Rolverdeling
| Acteur               | Personage      |
| -------------------- | -------------- |
| Samuel Labarthe      | Gaspard Decker |
| Suzanne Clément      | Virginie Musso |
| Alexia Barlier       | Eve Mendel     |
| Frédéric Diefenthal  | Vincent Musso  |
| Patrick Ridremont    | Thierry Rouget |
| Nicolas Marié        | Gilles Lopez   |
| Martha Canga Antonio | Maya Musso     |
| Gilles Vandeweerd    | Philippe       |
| Inès Bally           | Océane Rouget  |

## Productie
De serie was een coproductie met RTBF en werd grotendeels in België gedraaid met zowel Franse als Belgische acteurs.

## Prijzen en nominaties
La Forêt werd verkozen als beste televisieserie (52 minuten) op het Festival de la fiction TV de La Rochelle 2017.